# Phorinia minuta
Phorinia minuta là một loài ruồi trong họ Tachinidae.